# BeNe League 2017/18
Die BeNe League 2017/18 war die dritte Saison der gemeinsamen höchste Eishockeyliga Belgiens und der Niederlande.

## Teilnehmer
Nach nur einer Saison zogen sich die GIJS Bears Groningen aus der Liga zurück und konnten durch keinen weiteren Teilnehmer ersetzt werden. Die Liga reduzierte sich auf nunmehr nur noch 13 Teilnehmer.
- Heerenveen Flyers (Titelverteidiger)
- Zoetermeer Panters
- Nijmegen Devils
- Eindhoven Kemphanen
- Amstel Tijgers Amsterdam
- Phantoms Antwerp
- HYC Herentals
- Tilburg Trappers II
- Hijs Hokij Den Haag
- Chiefs Leuven
- Limburg Eaters Geleen
- Bulldogs de Liège
- Red Eagles 's-Hertogenbosch

## Modus
Zum ersten Mal traten alle Teilnehmer in einer gemeinsamen Hauptrunde an. Für jedes Team galt es ein Hin- und Rückspiel zu absolvieren, sodass diese Runde nach 24 Spieltagen pro Team abgeschlossen wurde. Die besten acht Mannschaften der Hauptrunde erreichten die Playoffs um den Meister der BeNe League auszuspielen.

## Hauptrunde
|     | Mannschaft                  | Sp | S3 | S2 | N1 | N0 | Tore    | Diff. | Pkte |
| --- | --------------------------- | -- | -- | -- | -- | -- | ------- | ----- | ---- |
| 1.  | Hijs Hokij Den Haag         | 24 | 20 | 3  | 0  | 1  | 165:71  | +94   | 66   |
| 2.  | Heerenveen Flyers (M)       | 24 | 18 | 1  | 1  | 4  | 135:57  | +78   | 57   |
| 3.  | Bulldogs de Liège           | 24 | 17 | 1  | 1  | 5  | 160:104 | +56   | 54   |
| 4.  | HYC Herentals               | 24 | 15 | 2  | 1  | 6  | 122:78  | +44   | 50   |
| 5.  | Nijmegen Devils             | 24 | 15 | 0  | 1  | 8  | 113:95  | +18   | 46   |
| 6.  | Limburg Eaters Geleen       | 24 | 12 | 2  | 2  | 8  | 98:77   | +21   | 42   |
| 7.  | Amstel Tijgers Amsterdam    | 24 | 10 | 1  | 1  | 12 | 105:125 | −20   | 33   |
| 8.  | Chiefs Leuven               | 24 | 9  | 0  | 3  | 12 | 89:124  | −35   | 30   |
| 9.  | Dolphin Eindhoven Kemphanen | 24 | 8  | 0  | 2  | 14 | 104:123 | −19   | 26   |
| 10. | Phantoms Antwerp            | 24 | 7  | 1  | 0  | 16 | 93:128  | −35   | 23   |
| 11. | Tilburg Trappers II         | 24 | 5  | 2  | 2  | 15 | 79:127  | −48   | 21   |
| 12. | Zoetermeer Panters          | 24 | 5  | 2  | 1  | 16 | 110:110 | 0     | 20   |
| 13. | Red Eagles s'Hertogenbosch  | 24 | 0  | 0  | 0  | 24 | 22:176  | −154  | 0    |

Abkürzungen: Sp = Spiele, S3 = Siege, S2 = Siege nach Verlängerung oder Penaltyschießen, N1 = Niederlagen nach Verlängerung oder Penaltyschießen, N0 = Niederlagen, (M) = Meister der Vorsaison
Qualifiziert für die Playoffs

## Play-offs
In den Playoffs traf das bestgesetzte Team immer jeweils auf das schlechtgesetzte Team. Die Setzliste erfolgte nach der Tabellenplatzierung der Hauptrunde. Im Viertel- und Halbfinale wurde im Modus best-of-three gespielt, im Finale best-of-five.
| Viertelfinale | Viertelfinale            | Viertelfinale     |   |                     | Halbfinale | Halbfinale | Halbfinale |  |  | Finale | Finale | Finale |
|               |                          |                   |   |                     |            |            |            |  |  |        |        |        |
| 1             | Hijs Hokij Den Haag      | 2                 |   |                     |            |            |            |  |  |        |        |        |
| 8             | Chiefs Leuven            | 0                 |   |                     |            |            |            |  |  |        |        |        |
| 8             | Chiefs Leuven            | 0                 | 1 | Hijs Hokij Den Haag | 2          |            |            |  |  |        |        |        |
|               |                          |                   | 1 | Hijs Hokij Den Haag | 2          |            |            |  |  |        |        |        |
|               | 5                        | Nijmegen Devils   | 0 |                     |            |            |            |  |  |        |        |        |
| 4             | 5                        | Nijmegen Devils   | 0 | HYC Herentals       | 1          |            |            |  |  |        |        |        |
| 4             |                          |                   |   | HYC Herentals       | 1          |            |            |  |  |        |        |        |
| 5             | Nijmegen Devils          | 2                 |   |                     |            |            |            |  |  |        |        |        |
| 5             | Nijmegen Devils          | 2                 | 1 | Hijs Hokij Den Haag | 3          |            |            |  |  |        |        |        |
|               |                          |                   |   | Hijs Hokij Den Haag | 3          |            |            |  |  |        |        |        |
|               | 2                        | Heerenveen Flyers | 1 |                     |            |            |            |  |  |        |        |        |
| 2             | 2                        | Heerenveen Flyers | 1 | Heerenveen Flyers   | 2          |            |            |  |  |        |        |        |
| 2             |                          |                   |   | Heerenveen Flyers   | 2          |            |            |  |  |        |        |        |
| 7             | Amstel Tijgers Amsterdam | 0                 |   |                     |            |            |            |  |  |        |        |        |
| 7             | Amstel Tijgers Amsterdam | 0                 | 2 | Heerenveen Flyers   | 2          |            |            |  |  |        |        |        |
|               |                          |                   | 2 | Heerenveen Flyers   | 2          |            |            |  |  |        |        |        |
|               | 3                        | Bulldogs de Liège | 0 |                     |            |            |            |  |  |        |        |        |
| 3             | 3                        | Bulldogs de Liège | 0 | Bulldogs de Liège   | 2          |            |            |  |  |        |        |        |
| 3             |                          |                   |   | Bulldogs de Liège   | 2          |            |            |  |  |        |        |        |
| 6             | Limburg Eaters Geleen    | 0                 |   |                     |            |            |            |  |  |        |        |        |

### Viertelfinale
| Paarung                                      | Serie | Spiel 1 | Spiel 2   | Spiel 3   |
| -------------------------------------------- | ----- | ------- | --------- | --------- |
| Hijs Hokij Den Haag – Chiefs Leuven          | 2-0   | 10:4    | 6:4       | -         |
| HYC Herentals – Nijmegen Devils              | 1-2   | 6:5     | 2:3 n. V. | 1:2 n. P. |
| Heerenveen Flyers – Amstel Tijgers Amsterdam | 2-0   | 5:1     | 5:4       | -         |
| Bulldogs de Liège – Limburg Eaters Geleen    | 2-0   | 4:0     | 6:2       | -         |

### Halbfinale
| Paarung                               | Serie | Spiel 1 | Spiel 2 | Spiel 3 |
| ------------------------------------- | ----- | ------- | ------- | ------- |
| Hijs Hokij Den Haag – Nijmegen Devils | 2-0   | 6:1     | 8:0     | -       |
| Heerenveen Flyers – Bulldogs de Liège | 2-0   | 2:1     | 5:2     | -       |

### Finale
| Paarung                                 | Serie | Spiel 1 | Spiel 2 | Spiel 3   | Spiel 4 | Spiel 5 |
| --------------------------------------- | ----- | ------- | ------- | --------- | ------- | ------- |
| Hijs Hokij Den Haag – Heerenveen Flyers | 3-1   | 4:2     | 1:3     | 2:1 n. P. | 5:1     |         |

Wie im Vorjahr standen sich die beiden niederländischen Mannschaften aus Den Haag und Heerenveen gegenüber. Der letztjährige Vizemeister die Hijs Hokij Den Haag konnten sich für die Niederlage der letzten Saison revanchieren und ihren ersten Meistertitel in der BeNe League feiern. Im dritten Jahr gab es also den dritten Meister, ein Titel konnte bisher nicht verteidigt werden. Noch vor den Playoffs wurden die nationalen Meisterschaften in zwei Finale-Four Turnieren ausgespielt. In Belgien setzten sich zum dritten Mal in Folge die HCY Herentals durch, in den Niederlanden konnte Hijs Hokij Den Haag den nationalen Meistertitel erringen.